# 出口恒
出口 恒（でぐち ひさし、1957年 - 2019年 ）

## 経歴
- 1957年　京都府亀岡市生まれ
- 1976年　京都府立亀岡高等学校卒業
- 1981年　早稲田大学法学部を卒業
- 三洋電機に入社し、貿易部門に配属される
- 1990年11月　三洋電機グループの社史『地球劇場』を編纂
- 2009年3月　同志社大学大学院修士課程ビジネス研究科を終了、MBA（専門職修士）
- システムダイナミクスの手法等で、日本経済の循環や金融・信用創造の理論を、山口薫博士のもとで探求する。
- その後、日本アクセンチュア株式会社に入社。
- 2013年　システムダイナミクスを使って経営コンサルティングを行うNPO法人日本未来研究センターに入り、大阪オフィスを立ち上げる。

（以上、出典『誰も知らなかった日本史』2016年、ヒカルランド、p344）
- 2015年から中村孝道と出口王仁三郎の言霊学の系譜血統を継ぐ一人として言霊学の解明・普及に取り組んでいる。

　　(その系統については、本人の著書「誰も知らない日本史」の p.49～50にある。中村孝道については、p.63にある。)
- 2015年12月より、 FB 「出口王仁三郎大学大学院・言霊音楽学部」を主宰。
- 2017年1月、一般社団法人「出口王仁三郎大学」を設立。(大学内に 日本言霊学協会を設立)。
- 2019年12月、死去。

## 主な著作
- 『切紙神示と共に甦る孝明天皇の遺勅（予言）　誰も知らなかった日本史』2016年、ヒカルランド
- 『「切紙神示」「たまほこのひ可里」「八紘一宇の数表」天皇家秘伝の神術で見えた日本の未来』2017年、ヒカルランド
- 「神々のルーツ・亀岡・元々めぐり」2009年に月刊『神の国』誌に連載
- 「二柱の天照大神と饒速日尊」2010年に月刊『神の国』誌に連載
- 「月の出を待つ平安京最後の天皇、孝明天皇の遺勅と救世主 出口王仁三郎聖師」2011年に月刊『神の国』誌に連載
- 「三人の皇女和宮」2011年に月刊『神の国』誌に連載
- 「十和田湖の神秘と男装坊の再生」2012年に月刊『神の国』誌に連載